# ヨスト・ヴァン・ダイク島

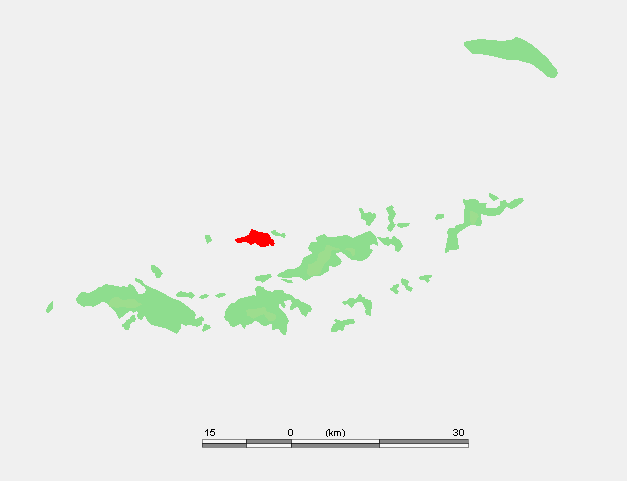
ヨスト・ヴァン・ダイク島の位置

ヨスト・ヴァン・ダイク島 (Jost Van Dyke) とは、カリブ海にあるイギリス領ヴァージン諸島内の小さな島。
トルトラ島の隣にある小さな島で小高い山が多く、最高峰はローチ・ヒル (321m) である。
面積9km2、人口は約250人で、中心地はグレート・ハーバー。島の東端にリトル・ヨスト・ヴァン・ダイク島がある。
島の名である「ヨスト・ヴァン・ダイク」とはオランダの海賊船長の名から因んでおり、17世紀に彼は島を隠れ家としての拠点に利用し、島の北部を通過する船を攻撃して襲っていたと言う。18世紀にはイギリスのクエーカー教徒が島でサトウキビのプランテーションの開発の為に入植しており、クエーカー教徒達の入植跡地や建物なども見られる。また現在の島民はクエーカー教徒により解放された奴隷の黒人の子孫である。
人口が少なく、島に電気が通じたのは1991年である。観光客も少ないが、島には静かで自然のままの美しい白浜のビーチがある。1960年代後半に観光でヨットなどの船が停泊する様になり、ビーチに自由解放なバーなども建てられる様になった。
アメリカ合衆国議会議事堂の議事堂建築監であったウィリアム・ソーントンがこの島に住んだ。

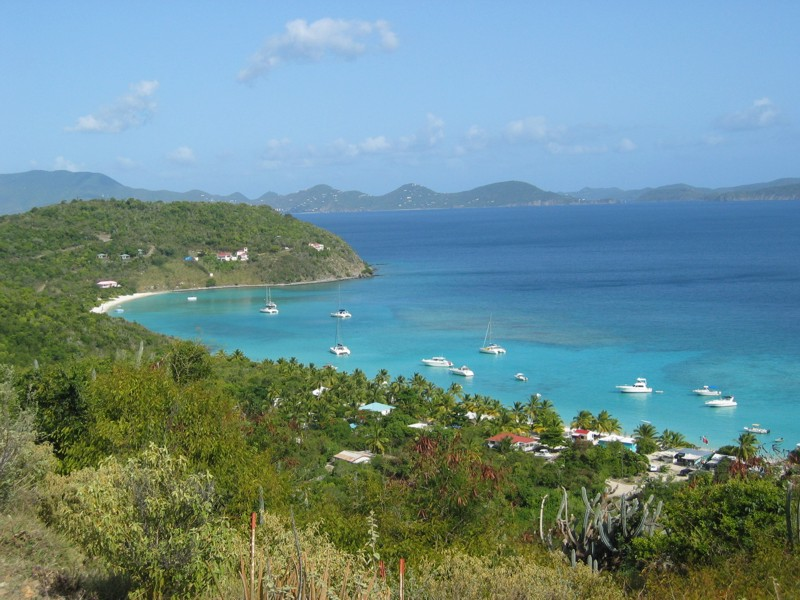
ヨスト・ヴァン・ダイク島のホワイト・ベイ（White Bay）の全景